# القوة العظمى الثانية
القوة العظمى الثانية هو مصطلح يستخدم لتصور المجتمع المدني العالمي كقوة عالمية يمكن مقارنتها أو موازنة الولايات المتحدة الأمريكية. نشأ المصطلح من مقال نشرته صحيفة نيويورك تايمز عام 2003 والذي وصف الرأي العام العالمي بأنه إحدى قوتين عظميين.
خلال حقبة الحرب الباردة، تم تطبيق المصطلح بشكل كبير على اتحاد الجمهوريات الاشتراكية السوفياتية، حيث كان الاتحاد السوفيتي قوة ذات تأثير مماثل، لكنه تخلف عن الولايات المتحدة في الاقتصاد والثروة.
في القرن الواحد والعشرين، تم تطبيق المصطلح من قبل الباحثين والمراقبين الجيوسياسيين إلى إمكانية ظهور جمهورية الصين الشعبية على أنها «القوة العظمى الثانية»، مع قوة وتأثير يكافئ الولايات المتحدة.

## مظاهرات فبراير 2003

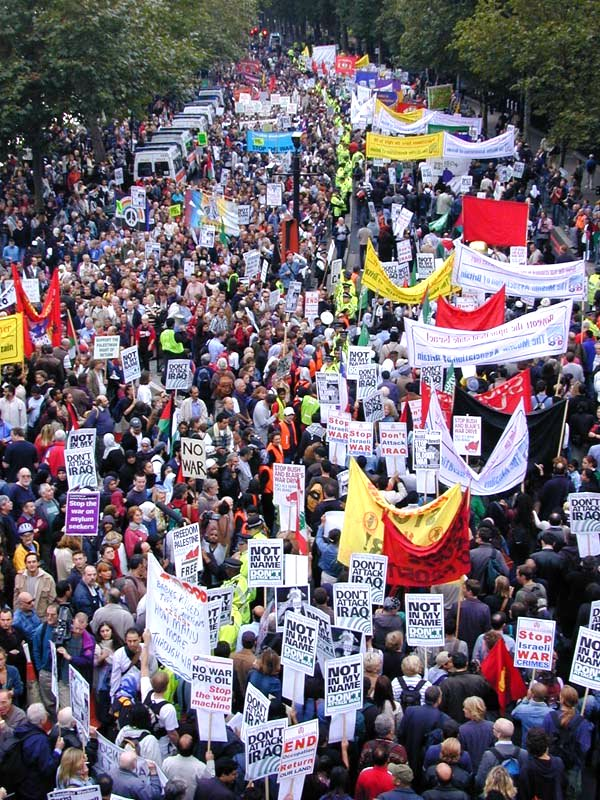
الاحتجاجات المناهضة للحرب التي كانت الدافع لاختراع المصطلح.

في 15 فبراير 2003 خرجت مظاهرات عالمية ضد الغزو الوشيك للعراق. شارك ما بين ستة إلى ثلاثين مليون شخص وتم إدراجهم في موسوعة جينيس للأرقام القياسية على أنهم أكبر تجمع مناهض للحرب في التاريخ. كرد فعل، كتب كاتب صحيفة نيويورك تايمز باتريك تايلر في مقال بتاريخ 17 فبراير أن:
| « | ... المظاهرات الضخمة المناهضة للحرب في جميع أنحاء العالم في نهاية هذا الأسبوع هي تذكير بأنه ربما لا تزال هناك قوتان عظميان على هذا الكوكب: الولايات المتحدة والرأي العام العالمي. | » |

تم توزيع مقال النيويورك تايمز على نطاق واسع في حركة السلام خلال فبراير 2003، مما زاد من الأمل بين العديد من المشاركين في أن حشد الرأي العام العالمي يمكن أن يمنع حرب العراق.
بدأ الأمين العام للأمم المتحدة كوفي عنان في استخدام عبارة «قوتان عظميان» في خطاباته. في مارس، حملت قصة غلاف مجلة ذا نيشن عنوان «القوة العظمى الأخرى». كتب فيه جوناثان شيل:
| « | تمتلك القوة العظمى الجديدة قوة هائلة، لكنها نوع مختلف من القوة: ليس إرادة رجل واحد يمتلك 21,000 رطل من أم القنابل ولكن قلوب وإرادة غالبية سكان العالم. | » |

على الرغم من فشل المعارضة الشعبية العالمية في منع غزو العراق، مما دفع البعض إلى رفض الفكرة، إلا أن العبارة لا تزال شائعة بين الناس في الحركات المناهضة للحرب والعولمة.
في 31 مارس 2003، نشر الدكتور جيمس إف مور من مركز بيركمان للإنترنت والمجتمع بكلية هارفارد للحقوق مقالاً بعنوان «لقوة العظمى الثانية تبدي رأسها الجميل». في المقال، دعا إلى أربع أفكار: تبني المفهوم بشكل صريح داخل حركة السلام كهدف ملهم ومضاد لفكرة «القوة العظمى الأولى» التي روجت لها إدارة بوش، ومواصلة تطوير التدوين والوسائل الأخرى لربط المجتمع عالميًا، والعثور على طرق للتأثير على مؤسسات القوة العظمى الأولى بما في ذلك المؤسسات الدولية والقانون الدولي، والاستمرار في تطوير الوعي الشخصي الانعكاسي.
| « | بشكل عام، ماذا يمكن أن يقال عن آفاق القوة العظمى الثانية؟ مع تعزيز عقلها من خلال النسيج الضام للإنترنت، والقانون الدولي كمكان للعمل مع الآخرين للعمل التدريجي، بدأت القوة العظمى الثانية في إظهار إمكاناتها. لكن هناك الكثير لفعله. كيف نؤكد أنها تستمر في اكتساب القوة؟ وعلى نفس القدر من الأهمية على الأقل، كيف نستمر في تطوير عقل القوة العظمى الثانية، بحيث تزيد من الحكمة والنية الحسنة؟ المستقبل، كما يقولون، في أيدينا. نحن بحاجة إلى التعاون معًا لمساعدة القوة العظمى الثانية، نفسها، على أن تصبح أقوى. | » |

هاجم البعض استخدام مور للمصطلح لوصف تأثير الإنترنت في المقام الأول. قال بريان فيتزجيرالد في مدونة منظمة السلام الأخضر:
| « | يختطف مقال مور وصفًا قويًا ومناسبًا للحركة المناهضة للحرب، وهذه الحركة المعادية للحرب على وجه الخصوص، ويغلي كل جزء من الحياة منها، ويحول العبارة إلى رؤية أمريكية غير مسيسة لمجتمع الويب السريع. لا يوجد حد، ولا صراع، ويبدو أن المقالة تشغل تلك المساحة الحالمة التي تعتبر نفسها يسارية راديكالية ولكن ليس لها جدال حقيقي مع أي شخص، ولا يوجد أجندة حقيقية سوى التلاعب بنفسها. إنه يجلس بسهولة في الوضع الراهن، مدعيًا عباءة المعارضة ليس من خلال العمل أو الاختيار الشخصي الصعب، ولكن عن طريق حق التنوير والعضوية في النادي. | » |

## روابط خارجية
- نيويورك تايمز: «قوة جديدة في الشوارع»
- غرينبيس: «القوة العظمى الثانية تربى هي رأس جميل»
- جيمس مور، «القوة العظمى الثانية»
- «الشعار المناهض للحرب الذي كتبه أندرو أورلوفسكي تمت صياغته وتغيير الغرض منه وغسله في Googlewash ... في 42 يومًا»
- جوان هينتون: القوة العظمى الثانية (وقفة بكين الدولية للسلام)
- ميزة New York Times للبروفيسور جيفري نونبيرج، As Google Goes ، So Goes the Nation ، أعيد طبعها في Going Nucular (Public Affairs ، 2004)
- بيير لازولي "إخبار Google بما يجب التفكير فيه، لوموند ديبلوماتيك